# Gaichatu
Gaichatu (mongolisch ᠭᠠᠶᠢᠬᠠᠯᠳᠤ Gaichalt; † 1295) war der fünfte Herrscher der Ilchane im Iran von 1291 bis 1295. Auf seinen Münzen erscheint auch der Name Rinchindorj (Tibetisch: རིན་ཆེན་རྡོ་རྗེ, „Juwel“), der ihm von buddhistischen Lamas gegeben wurde.

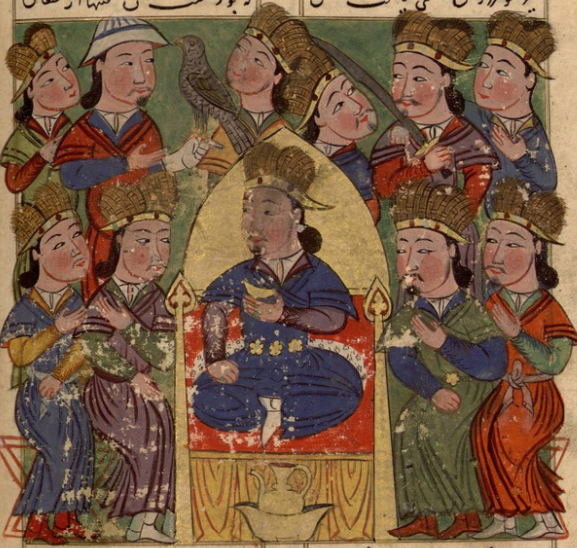
Gaichatus Krönung

## Herrschaft
Gaichatu war ursprünglich Gouverneur des seldschukischen Anatolien und wurde von dem einflussreichen mongolischen Kommandeur Ta'achar für den Thron vorgeschlagen. Ta'achar tötete Gaichatus Bruder Arghun und hatte vor, Baidu aufzustellen. Doch Baidu erschien nicht zum Kurultai, so dass anstatt seiner Gaichatu inthronisiert wurde. Gaichatu war mit Padschah Hatun verheiratet, der Tochter des Kitlugh Turkan.

## Persönlichkeit
Während seiner Herrschaft war Gaichatu bekannt für seinen Hang zu Wein, Frauen und Sodomie. Er gab viel Staatsgeld für sein extravagantes Leben aus. Gaichatu war aber ebenso bekannt für seine religiöse Toleranz. Unter seinen Nutznießern waren die nestorianischen Christen, die ihn reichlich für seine Geschenke für die Kirche priesen. Das wird in der Geschichte des Mar Yahballaha III. deutlich.

## Einführung von Papiergeld
1294 wollte Gaichatu die Staatskasse wieder füllen, die durch sein Luxusleben und eine Rinderpest geleert worden war. Sein Wesir Ahmed al-Khalidi schlug die Einführung von Papiergeld vor,
einer neuen chinesischen Erfindung. Gaichatu stimmte zu und rief den Botschafter des Kublai Khans aus Täbriz zu sich, der ihm erklären sollte, wie das System funktionierte. Gaichatu ließ danach Banknoten drucken, die die chinesischen Scheine so sehr nachahmten, dass sogar die chinesischen Wörter mitgedruckt wurden. Das muslimische Glaubensbekenntnis wurde als Beschwichtigung für die lokale Empfindung auf die Banknoten gedruckt.
Der Plan sah vor, dass ausschließlich dieses Papiergeld gesetzliches Zahlungsmittel sein sollte. Das hätte Gaichatu eine weitgehende Kontrolle des Staatsschatzes ermöglicht. Die Maßnahme erwies sich aber als völliger Fehlschlag, da die Untertanen die Scheine nicht akzeptierten. Bald brachen Unruhen auf den Basaren aus; die Wirtschaft kam zum Stillstand. Der persische Historiker Raschid ad-Din sprach sogar vom Untergang Basras durch die Emission des neuen Geldes. Gaichatu musste sein Dekret widerrufen.

## Baidus Aufstand

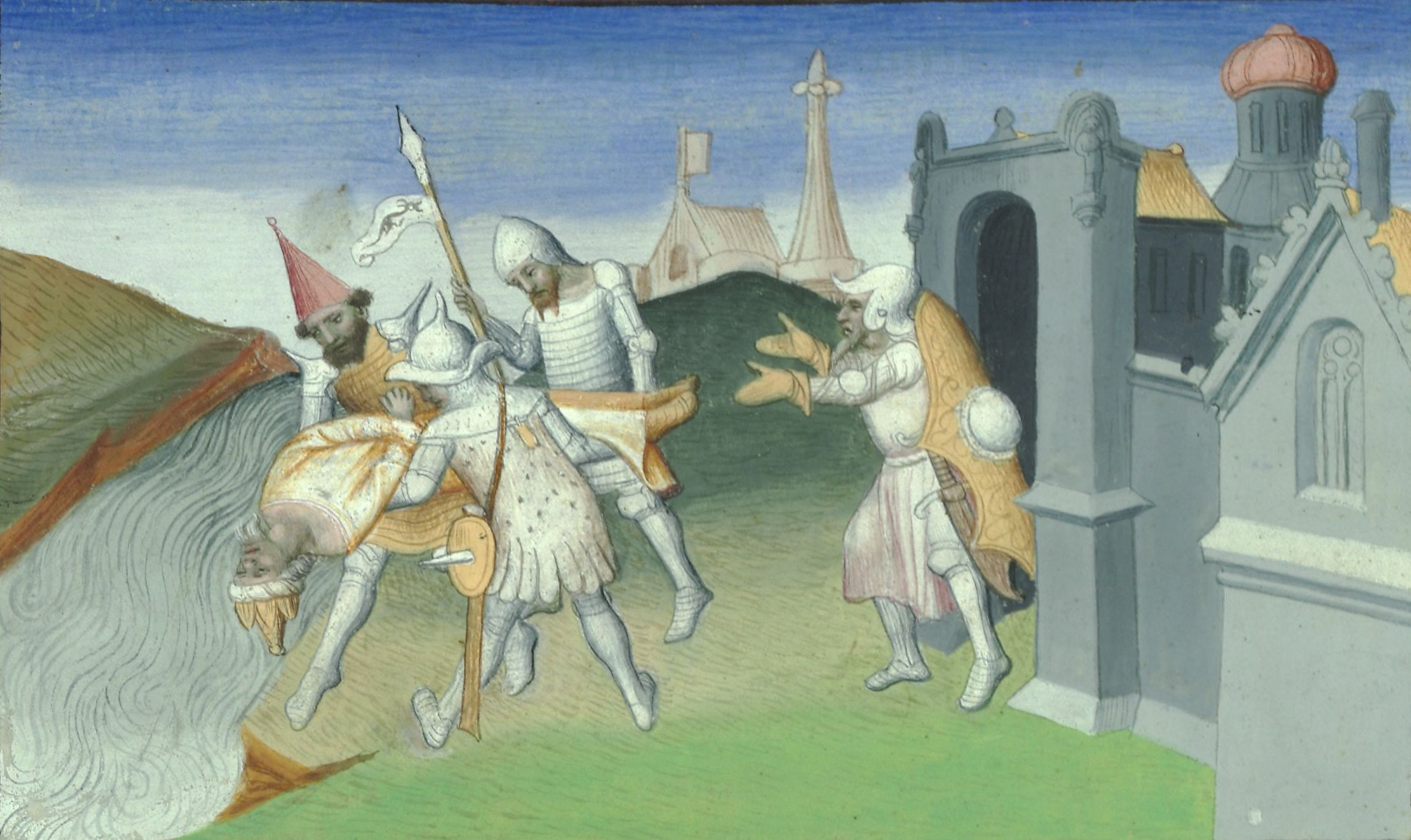
Ermordung Gaichatus

Er wurde kurz darauf, nach einem Aufstand seines Cousins Baidu, des Statthalters von Bagdad, und einer durch den Verrat Ta'achars verlorenen Schlacht, mit einer Bogensehne erdrosselt (um kein königliches Blut zu vergießen). Baidu, eine andere Marionette Ta'achars, wurde wenige Monate später selbst ausgespielt und ermordet.